# Geschiedenis van de auto (voor 1885)

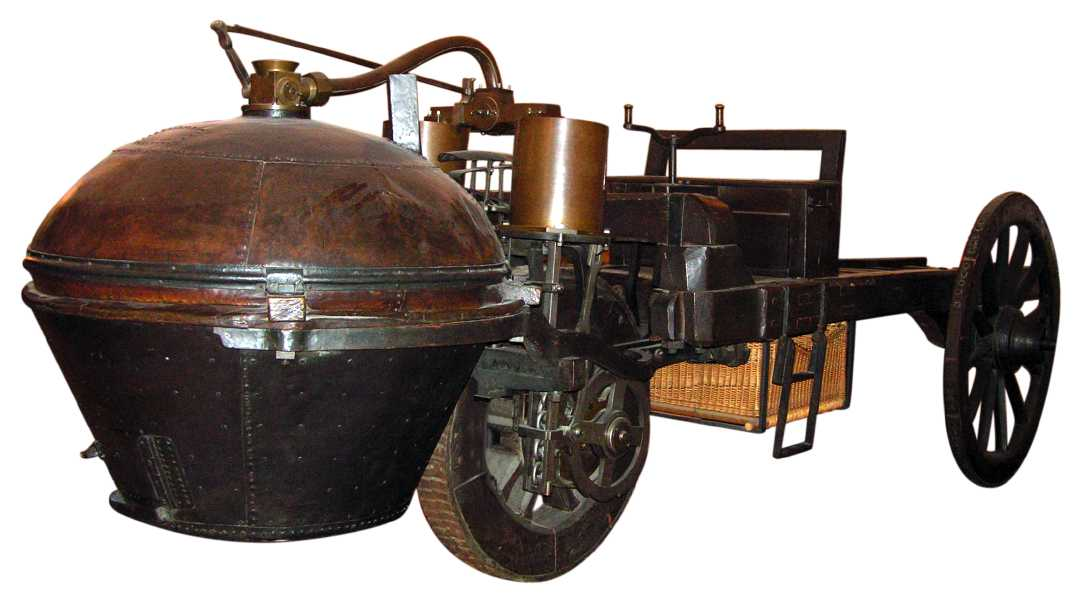
Replica van Cugnots stoomvoertuig uit 1769, Musée des arts et métiers, Parijs

Voordat de automobiel bestond (en nog lange tijd erna) verplaatste men zich door middel van paard en kar. Stap voor stap is men van deze getrokken kar tot een zichzelf voortbewegende (auto-mobiel) auto gekomen. De eerste voorloper van de auto was wellicht de zeilwagen. Die zou, volgens sommige bronnen, al rond  1830 voor Christus bestaan hebben. In de 18e eeuw was hij in gebruik in Europa. Later hadden de Chinezen voertuigen die werden aangedreven door buskruit, maar hiermee konden geen lange afstanden worden afgelegd. Een missionaris in China, de jezuïet Pater Verbiest, bouwde in 1678 een stoomvoertuig voor de Chinese keizer Kangxi. Over dit voertuig is niets bekend buiten het feit dat het bestaan heeft. Omdat de stoommotor pas in 1705 werd uitgevonden wordt verondersteld dat het om een schaalmodel ging.

## Krachtbron

### Buskruit
Rond 1897 werd door een Amerikaanse uitvinder in Philadelphia een motor ontwikkeld die werkte op buskruit. De motor werd op een fiets gemonteerd waarmee men zo'n 160 km kon rijden. Volgens een artikel in een magazine uit die tijd verspreidde de motor weinig rook en geur doordat weinig buskruit tegelijkertijd tot ontploffing werd gebracht. Er werden experimenten met motoren op buskruit uitgevoerd, maar uiteindelijk werd er vanaf gestapt.

### Stoom

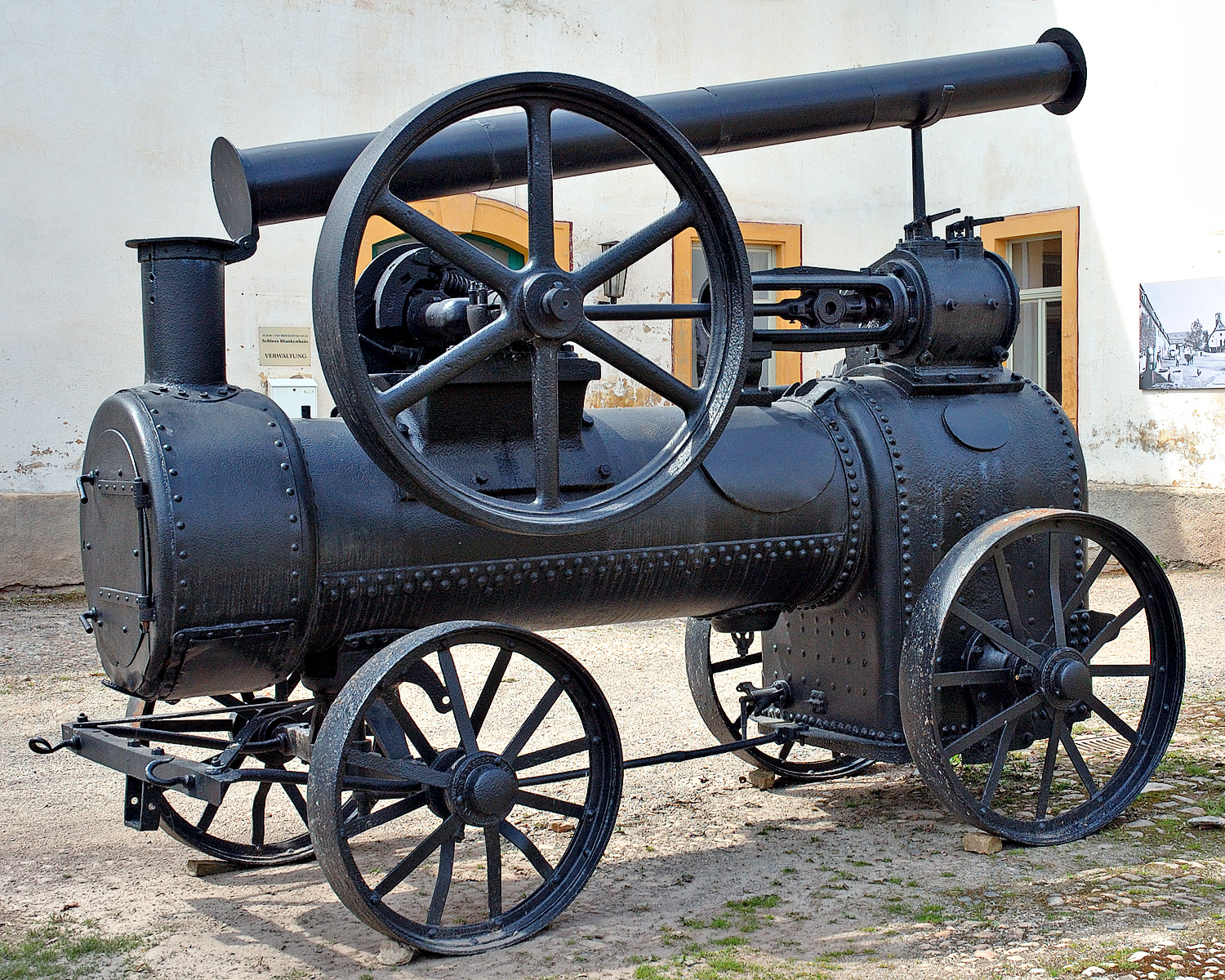
Een andere stoomwagen uit die tijd.

De eerste kar die autonoom kon rijden werd op het einde van de 18e eeuw ontworpen door de Franse officier Nicolas-Joseph Cugnot en gerealiseerd door M. Brezin in 1769. Cugnot begon in 1765 te experimenteren met stoom-aangedreven voertuigen om zware
kanonnen te kunnen trekken. Zijn driewieler zou 4 ton hebben kunnen trekken aan 4 km/u. De boiler moest wel elke vijftien minuten worden bijgevuld. In 1771 veroorzaakte hij het allereerste automobielongeval ooit door met zijn voertuig op een stenen muur te rijden. Dit soort wagens bleek enkel geschikt te zijn om op een stevig en vlak terrein te rijden. Daarop bouwde men voor deze voertuigen wegen die bestonden uit twee metalen rails. De stoomwagens werden groter en zwaarder en waren in staat om een aantal andere wagens te trekken. Hiermee werd de stoomtrein een feit.
In 1834 bouwde de Groningse hoogleraar Sibrandus Stratingh een stoomrijtuig. Daarmee maakte hij in ieder geval één proefrit door de straten van de stad.  Stratingh vond zijn ontwerp zelf lawaaiig en gevaarlijk. Hij verlegde zijn aandacht naar de elektromotor. De originele stoomwagen, of tekeningen ervan, zijn niet bewaard gebleven.

### Aardolie
In 1860 patenteerde Étienne Lenoir een motor die op turfgas draaide. Die werkte echter niet goed en hij verving het turfgas door petroleumgas. Dat was de eerste motor die door aardolie werd aangedreven. De motor had een behoorlijk succes en werd onder andere gebruikt om elektrische stroom op te wekken voor de Parijse straatverlichting. Lenoir installeerde zijn motor op een koets en maakte een rit van 11 km, waar hij drie uur over deed. Te voet was hij dus sneller geweest. Hierna stopte hij met voertuigen bouwen.
In 1862 ontdekte Alphonse Beau de Rochas hoe hij het brandstofmengsel in een motor kon comprimeren in dezelfde cilinder als waarin het tot ontploffing werd gebracht. De cyclus met vier stappen die aldus werd uitgevonden (gasmengsel inbrengen, samendrukken, tot ontploffing brengen en uitlaatgassen uitstoten) werd later door Nicolaus Otto gepatenteerd omdat De Rochas dit had nagelaten. De Duitser Nicolaus Otto ontwierp in 1862 een motor met deze vier slagen. Die ottomotor of viertaktmotor stond mee aan de basis van de uitvinding van de automobiel. Carl Benz en Gottlieb Daimler doorbraken later het patent ten behoeve van hun uitvindingen omdat De Rochas de eigenlijke uitvinder van het concept was.
Ook in Groot-Brittannië werd gewerkt aan de ontwikkeling van de automobiel. In 1801 bouwde de Britse ingenieur Richard Trevithick een driewieler stoomwagen met achterwielaandrijving. Er werd echter een wet van kracht die de verplichting oplegde dat een automobiel op de openbare weg moest worden voorafgegaan door een persoon te voet die met een rode vlag moest zwaaien ('s nachts moest dat een rode lantaarn zijn) en op een hoorn blazen. Daardoor viel de auto-ontwikkeling daar stil en ging men zich in Groot-Brittannië op de ontwikkeling van spoorweglocomotieven richten.
Siegfried Marcus bouwde naar verluidt in 1868 een wagen die hij op een tentoonstelling in Wenen toonde en die later Strassenwagen werd genoemd. Hiervan bouwde hij twee types waarvan er een in het Weense Technisch Museum staat die nog steeds zelfstandig kan rijden. Deze auto, echter, is waarschijnlijk veel later gebouwd en de Oostenrijkse autobond heeft deze claim ook afgedaan als mythe.

### Elektriciteit
Hoewel de eerste proeven met elektrische auto's al in de jaren 1830 werden gedaan (o.a. door Sibrandus Stratingh), kwamen rond 1890 de eerste elektrische auto's op de markt. Deze voertuigen, die een batterij hadden die met netstroom moest worden opgeladen, hadden het voordeel erg stil te werken en weinig onderhoud te vragen. Ze genoten ook enigszins aanzien omdat enkel gegoede mensen in die tijd netstroom hadden en de auto opladen als stijlvoller werd beschouwd dan hem voltanken met benzine.
Omdat elektrische voertuigen ook nog eenvoudig in gebruik waren werden ze het populairste vervoermiddel, vooral voor vrouwen.